# Theron Akin

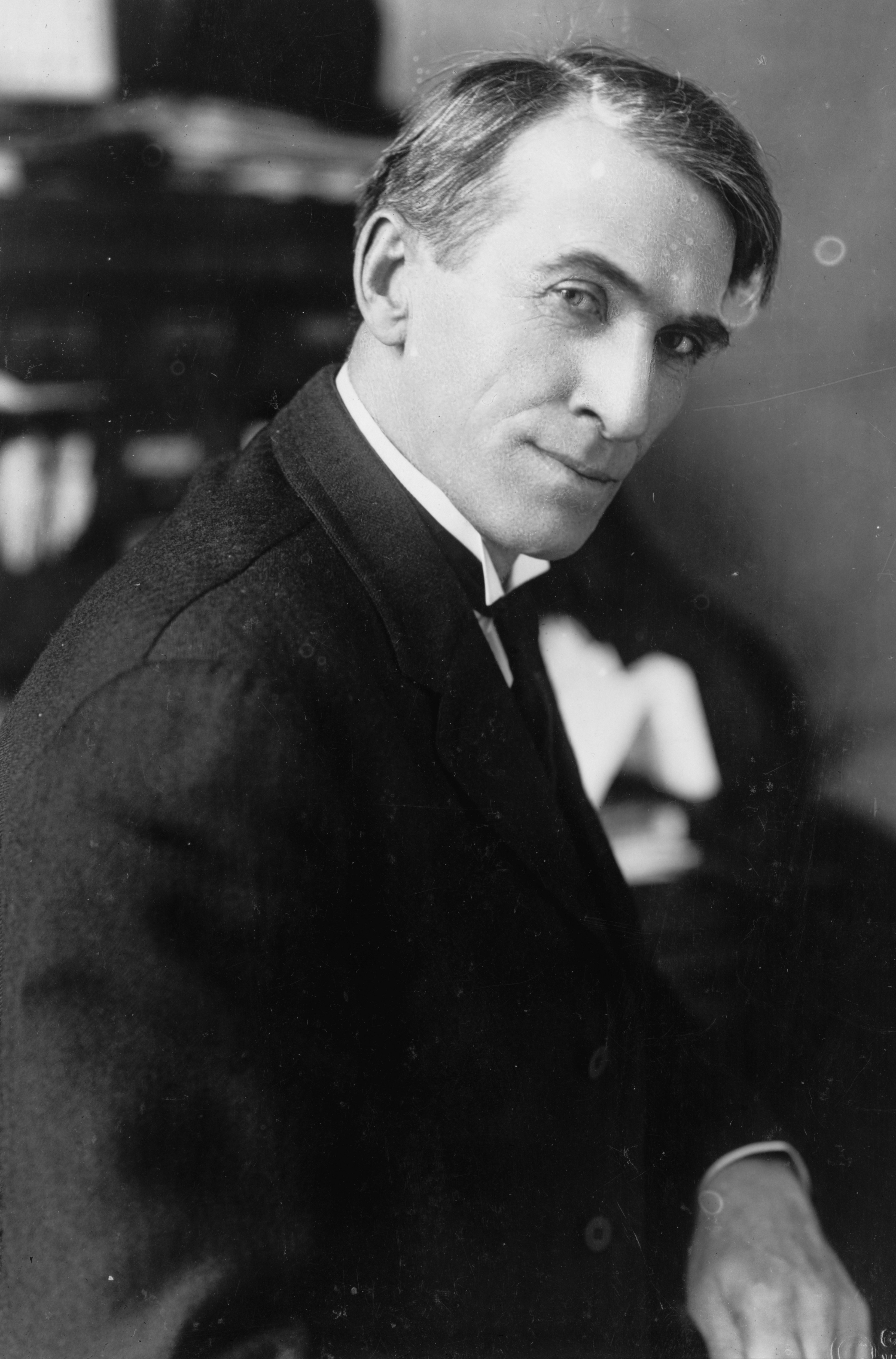
Theron Akin

Theron Akin (* 23. Mai 1855 in Johnstown, New York; † 26. März 1933 in Amsterdam, New York) war ein US-amerikanischer Politiker. Zwischen 1911 und 1913 vertrat er den Bundesstaat New York im US-Repräsentantenhaus.

## Werdegang
Theron Akin wurde ungefähr sechs Jahre vor dem Ausbruch des Bürgerkrieges im Fulton County geboren. Er besuchte Gemeinschaftsschulen von Amsterdam und wurde von einem Privatlehrer zuhause unterrichtet. Danach ging er landwirtschaftlichen Tätigkeiten nach. Er graduierte am New York Dental College und praktizierte dann 12 Jahre lang in Amsterdam. Dann zog er nach Akin (später zu Fort Johnson umbenannt), wo er im Montgomery County landwirtschaftlichen Tätigkeiten nachging. Er war Präsident der Village von Fort Johnson.
Bei den Kongresswahlen des Jahres 1910 für den 62. Kongress wurde er als Progressive Republican im 25. Wahlbezirk von New York in das US-Repräsentantenhaus in Washington, D.C. gewählt, wo er am 4. März 1911 die Nachfolge von Cyrus Durey antrat. Er erlitt bei seiner erneuten Kandidatur 1912 eine Niederlage und schied dann nach dem 3. März 1913 aus dem Kongress aus.
Nach seiner Kongresszeit ging er wieder landwirtschaftlichen Tätigkeiten nach. Er kandidierte 1914 erfolglos für den 64. Kongress. Zwischen 1920 und 1923 war er Bürgermeister in Amsterdam. Danach ging er seinen früheren Tätigkeiten nach. Akin kandidierte 1927 erfolglos für die republikanische als auch für die demokratische Nominierung für das Bürgermeisteramt. Er starb am 26. März 1933 in Amsterdam und wurde auf dem Pine Grove Cemetery in Tribes Hill beigesetzt.